# 卡爾皮利夫卡 (里夫內區)
50°40′9″N 26°7′3″E / 50.66917°N 26.11750°E
卡爾皮利夫卡（烏克蘭語：Карпилівка），是烏克蘭西北部里夫内州里夫内区霍羅多克市鎮的村落。始建於1826年，面積1.63平方公里，海拔高度186米，2001年人口1,148，人口密度每平方公里704.3人。